# 上海新世界丽笙大酒店

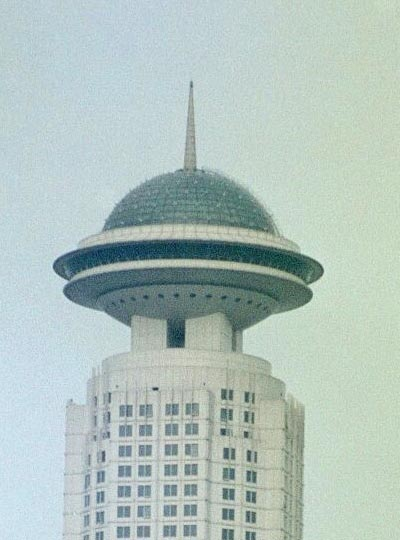
酒店标志性的顶端建筑

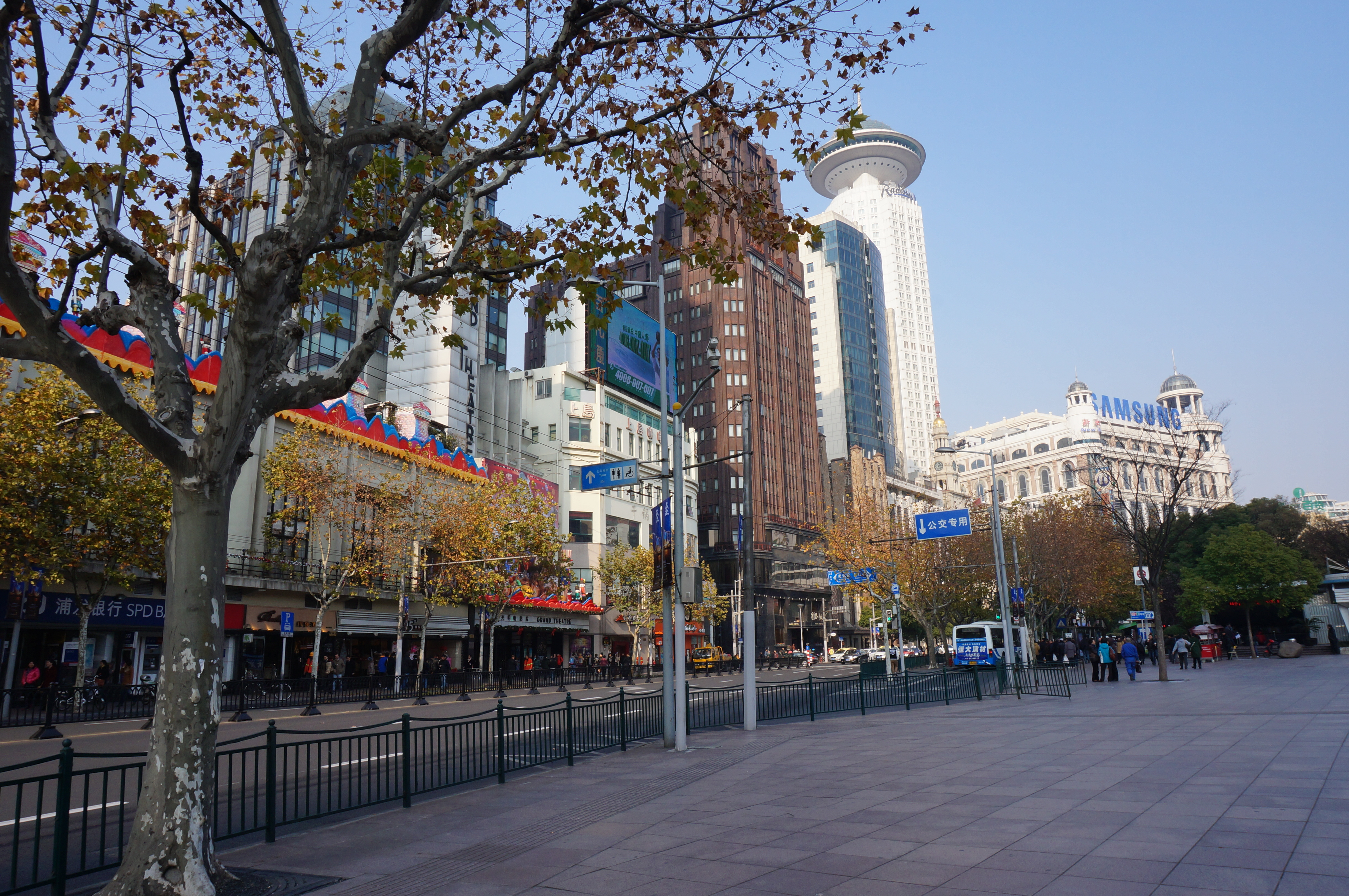
南京西路建筑群中的丽笙酒店

上海新世界丽笙大酒店（英語：Radisson Blu Hotel Shanghai New World）是座落于上海人民广场的一间由丽笙酒店集团旗下丽笙酒店管理的一家准五星级酒店。其位于南京西路88号，西邻金门大酒店，东邻新世界城，面对人民公园。酒店高200米，以其独特的建筑风格而著名，如其富有复古未来主义的顶端飞碟型建筑设计。此外，酒店还拥有520间客房以及浦西最高的旋转餐厅。
丽笙酒店集团於上海亦曾經營運上海证大丽笙酒店（現上海证大美爵酒店）。丽笙酒店集团於上海亦有上海宏泉丽笙酒店、上海宝龙丽笙酒店等。

## 酒店设施
酒店设有游泳池、健身房、桑拿、蒸汽房、模拟高尔夫、桌球室与壁球场和水疗中心等多种设施。并拥有3间餐厅和2间酒吧。其中位于45层的旋景餐厅提供中国菜、西餐、日本料理和印度菜四种菜色，是浦西最高的旋转餐厅，也能在此全方位的观赏上海城市的景色。星空酒吧位于酒店47楼，在周一至周六，由菲律宾乐队演出，周日则是中国爵士乐家的演出。

## 交通
- 地铁1号线、2号线、8号线人民广场站